# Kelly Township (comté de Cooper, Missouri)
Pour les articles homonymes, voir Kelly Township.
Kelly Township est un township  du comté de Cooper dans le Missouri, aux États-Unis,. 
Il est baptisé en référence à  John Kelley, un pionnier.

## Source de la traduction
- (en) Cet article est partiellement ou en totalité issu de l’article de Wikipédia en anglais intitulé « Kelly Township, Cooper County, Missouri » (voir la liste des auteurs).